# Ertuğrul Sağlam
Ertuğrul Sağlam né le 19 novembre 1969 à Ereğli (Zonguldak) est un footballeur turc devenu entraîneur.

## Carrières

### Carrière en club
Pendant ses études scolaires à Ereğli (Zonguldak), Ertugrul a joué dans les équipes de football mini, jeune et amateur d’Ereğli Erdemirspor. Après avoir fini le lycée, il a réussi son examen et s’est inscrit à l’université technique Yıldız au département d’ingénierie métallurgique à Istanbul, Besiktas. Avec le conseil de Yılmaz Yücetürk personnel dans l’infrastructure de Fenerbahçe SK, il s’est inscrit au jeune de Fenerbahçe. Il a continué sa vie universitaire et de footballeur en même temps. Entre-temps il a continué ses études à l’académie des sports.
En 1986 il quitte Fenerbahce et rejoint Gaziantepspor. Ainsi commença sa vie dans le football professionnel avec la saison 1986-1987. Après avoir joué une saison avec cette équipe il quitte ce club pour Samsunspor. Il a joué cinq saisons consécutives en améliorant sa performance. À la fin de la cinquième saison Fenerbahce, Galatasaray et Besiktas sont entrés dans une course pour l’acheter. Ertugrul a décidé finalement de rejoindre Besiktas. Ertugrul a joué six saisons dans l’équipe istanbuliote. Avec 28 buts pour sa première saison à Besiktas Ertugrul a aidé son club en remportant le championnat de Turquie de football. Il a marqué 103 buts en 167 matchs sous les couleurs noir et blanc pendant six saisons. Ertugrul a joué aussi au poste de défenseur avec l’entraineur Nevio Scala.
Pendant la saison 2000-2001 il a été utilisé en échange pour le transfert du joueur de Samsunspor Erman Güraçar. Il quitta finalement Besiktas dramatiquement et a fini sa carrière de footballeur à Samsunspor à la fin de la saison 2002-2003.

### Carrière en nationale
Ertugrul Saglam devient joueur national pour la première fois contre la Pologne le 27 octobre 1993, il marqua 11 buts en 30 matchs. Il a aussi joué une fois pour l’équipe espoir moins de 16 ans, sept fois espoirs moins de 18 ans, trois fois Turquie espoirs.

### Carrière entraineur
Après sa vie active de footballeur Ertugrul décide de devenir entraineur. Il devient entraineur adjoint de Gigi Multescu et Erdoğan Arıca pour la saison 2003-2004. Au début de la saison 2004-2005 il devient entraineur de Samsunspor. La saison suivante il devient entraineur de Kayserispor. Après une période marqué à Kayseri, il a été indiqué dans le revenu officiel de la Ligue des champions de l'UEFA « Champions », l’un des vingt entraineurs prometteurs. À la fin de mai 2007, il signe un contrat en tant qu’entraineur avec le Besiktas pour la saison 2007-2008. Malgré la bonne performance au championnat de Turquie, la défaite de 8 à 0 contre le Liverpool et de 4 à 1 contre Metalist Kharkiv et les rumeurs qui disait qu’il sera remplacé par Mircea Lucescu, lui a fait démissionner bravement de son poste d’entraineur le 7 octobre 2008.
Après sa démission de Besiktas, il reçoit une demande de Bursaspor au milieu de la saison 2008-2009. Finalement il termine le championnat sixième avec 58 points juste après le Galatasaray et le Fenerbahce. La saison 2009-2010 devient l'année pour Ertuğrul Sağlam écrivant de nouveau l'histoire avec le Bursaspor. Il devient champion de Turquie, 2e club non stambuliote, avec 75 point. C'est un record pour un club d'Anatolie.
Lors de la saison 2012-2013, à la suite d'une sévère défaite 4-1 face à autre club Stambouliote, il présente sa démission le 27 janvier 2013, qui sera effective le lendemain.
Il aura marqué l'histoire du club comme étant le premier entraineur à avoir permis à Bursaspor de remporter le Championnat en 2009-2010.
Il signe le 26 juin en faveur d'Eskişehirspor.
Le 12 mai 2024, Sağlam a été nommé entraîneur principal de Kocaelispor pour la deuxième fois, signant un contrat de 1,5 + 1 an avec le club. Le 20 décembre 2024, il a annoncé qu'il avait démissionné de son poste au sein du club.